# Montia racemosa
Montia racemosa är en källörtsväxtart som först beskrevs av John Buchanan, och fick sitt nu gällande namn av Peter B. Heenan. Montia racemosa ingår i släktet källörter, och familjen källörtsväxter. Inga underarter finns listade i Catalogue of Life.